# Gudmundus Nicolai
Gudmundus Nicolai (svenska: Gudmund Nilsson) var en svensk ärkedjäkne, biskop av Växjö stift från 1468–1475.

## Biografi
Gudmundus Nicolai från Öxastorp. Han var ärkedjäkne i Växjö och vigdes 1470 till biskop i Växjö stift. Åren efter deltog han med ärkebiskopen, andra biskopar och rikets världsliga stormän i de resultatlösa underhandlingarna och fördragen med Danmark. Nicolais namn finns i rådsdomar. Han medverkade 1474 på synoden i Arboga. Han efterträddes av Nicolaus Olavi år 1475.